# Yungasguan
Yungasguan (Penelope bridgesi) är en nyligen urskild fågelart i familjen trädhöns inom ordningen hönsfåglar.

## Utbredning och systematik
Arten förekommer i Sydamerika från centrala Bolivia till nordvästra Argentina. Den behandlas som monotypisk, det vill säga att den inte delas in i några underarter. Tidigare behandlades den som en underart till Penelope obscura. Den urskiljs dock sedan 2021 som egen art baserat på studier som visar på allopatrisk utbredning och morfologiska skillnader.

## Status
IUCN erkänner den ännu inte som art, varför dess hotstatus formellt inte fastställts.